# 京都文教小学校
京都文教小学校（きょうとぶんきょうしょうがっこう）は、京都府京都市左京区岡崎円勝寺町にある私立小学校。学校法人京都文教学園が運営する。

## 沿革
隣接地にある京都文教中学校・高等学校とともに、学校法人京都文教学園（2002年までの旧称は学校法人家政学園）が運営する小学校である。1982年に開校した。

### 年表
- 1904年 - 学園創立（高等家政女学校設立）。
- 1934年 - 家政高等女学校（京都文教中学校・高等学校の前身）、東山仁王門（岡崎学舎）に移転。
- 1960年 - 家政学園短期大学開学（1961年京都家政短期大学、1980年京都文教短期大学に名称変更）
- 1982年 - 京都文教短期大学付属小学校開校
- 2002年 -
  - 付属小学校新校舎完成。
  - 法人名称を「学校法人京都文教学園」に変更
- 2024年 - 京都文教小学校に名称変更

## 交通
- 京都市営地下鉄東西線 東山駅 北へ約100m。
- 京都市営バス 「東山仁王門前」バス停（31・46・201・202・203・206系統）

## 出身者
- 藤井奈々 - 女流棋士[1]